# Tritropidia bifenestrata
Tritropidia bifenestrata är en insektsart som beskrevs av William D. Funkhouser. Tritropidia bifenestrata ingår i släktet Tritropidia och familjen hornstritar. Inga underarter finns listade i Catalogue of Life.